# Rubén Mendoza
Rubén Mendoza, né en 1980 dans le département de Boyacá, est un réalisateur colombien.

## Biographie
En 2017, le Festival international du film de La Rochelle projette les quatre longs-métrages de Rubén Mendoza.

## Filmographie

### courts métrages
- 2004 : La cerca
- 2010 : La Casa por la Ventana
- 2010 : El Reino Animal
- 2010 : El Corazón de la Mancha

### longs métrages
- 2010 : La société du feu rouge (La sociedad del semáforo)
- 2014 : Memorias Del Calavero
- 2014 : De la terre sur la langue (Tierra en la Lengua )
- 2015 : El Valle Sin Sombras
- 2018 : Niña errante

## Récompense
- Festival du film Nuits noires de Tallinn 2018 : Grand Prix pour Niña errante[2].